# Kačji Dol
Kačji Dol este o localitate din comuna Rogaška Slatina, Slovenia, cu o populație de 167 de locuitori.